# Am Markt 5 (Gehrden)

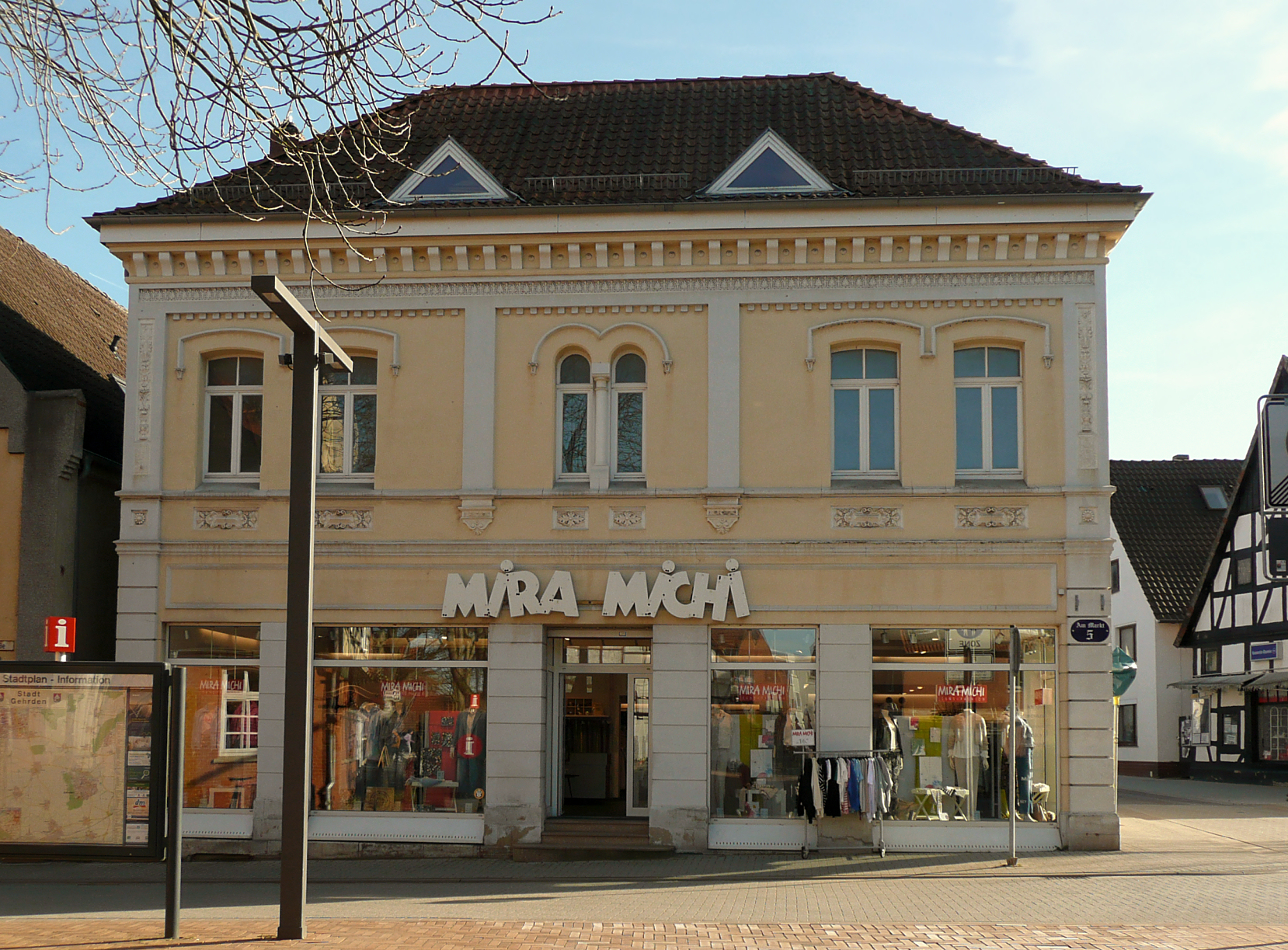
Das Haus Am Markt 5 an der Ecke zur Alten Straße in Gehrden

Das Gebäude am Markt 5 ist ein denkmalgeschütztes Bauwerk in Gehrden in der Region Hannover in Niedersachsen. Das durch seine Lage und Gestaltung stadtbildprägende Gebäude dient heute als Wohn- und Geschäftshaus. Heute befindet sich in dem Gebäude ein Bekleidungsgeschäft.

## Beschreibung
Der zweigeschossige Massivbau wurde 1888 errichtet. Die straßenseitigen Fassaden sind reich mit Lisenen, Kranzgesims, Fensterbedachung und Stuckreliefs verziert. Das Haus wurde im Erdgeschoss über die Jahrzehnte teilweise verändert. Mit seinem aufwändigen Fassadenschmuck und seiner Lage am Ende der südlichen Sichtachse gehört es zu den das Bild des Gehrdener Marktplatzes wesentlich bestimmenden Gebäuden. Aufgrund des städtebaulich prägenden Einflusses als Element des räumlichen Gefüges eines Platzes und des geschichtlichen Zeugnis- und Schauwertes als Gebäudetypus beispielhafter Ausprägung besteht an der Erhaltung des Hauses als Baudenkmal ein öffentliches Interesse.